# Michael Oelkuch
Michael Oelkuch (* 5. Februar 1973) ist ein ehemaliger deutscher Fußballspieler.

## Karriere
Oelkuch spielte in der Jugend bei der TSG Salach und beim 1. FC Eislingen und bei SC Geislingen, für den er ab 1990 erste Spiele in der Oberliga Baden-Württemberg bestritt. 1993 wechselte er zum Ligakonkurrenten VfL Kirchheim/Teck. Nach zwei Jahren verpflichtete ihn der Bundesligist VfB Stuttgart.
Sein erstes Bundesligaspiel absolvierte er am 2. September 1995 gegen den 1. FC Kaiserslautern. In seiner ersten Saison wurde er elfmal eingesetzt und erzielte ein Tor. Mit dem VfB gewann er 1997, jedoch ohne Einsatz, den DFB-Pokal. In der folgenden Saison kam er nur noch einmal zum Einsatz und er wechselte noch im gleichen Jahr zunächst zur SpVgg Greuther Fürth und anschließend zu den Amateuren des FC Bayern München. Dort konnte er sich genau so wenig durchsetzen wie beim belgischen Erstligisten KRC Harelbeke, sodass er sich im November 1998 dem in der Regionalliga Nordost spielenden 1. FC Union Berlin anschloss. In 19 Spielen erzielte er sieben Tore für die Unioner.
1999 wechselte er für ein halbes Jahr zum Zweitligisten SV Waldhof Mannheim. Dort absolvierte er jedoch nur ein Spiel und wechselte in der Winterpause zu Rot-Weiss Essen. Nach nur einem Jahr zog es ihn erneut weiter, diesmal in die Regionalliga Süd zum VfR Aalen. In der Rückrunde der Saison 2000/01 wurde er 13-mal eingesetzt und erzielte ein Tor.
Zur Saison 2001/02 schloss er sich dem Team von Fortuna Köln in der Regionalliga Nord an und konnte sich endlich einen Stammplatz erkämpfen. In 33 von 34 Punktspielen kam er zum Einsatz und erzielte sechs Tore. Trotz des Stammplatzes kehrte er am Saisonende erneut in die Regionalliga Süd zurück.
Beim 1. FC Saarbrücken blieb er zweieinhalb Jahre. In dieser Zeit wurde er in der 1. und 2. Mannschaft der Saarbrücker eingesetzt. In der Regionalliga Süd kam er in zwei Spielzeiten 40-mal und einmal im DFB-Pokal-Wettbewerb zum Einsatz; 2004 stieg er mit der Mannschaft in die 2. Liga auf. Hier spielte er jedoch nicht mehr für Saarbrücken und wechselte im Dezember 2004 in die 2. Mannschaft von Werder Bremen. In der Regionalliga Nord wurde er hier 13-mal eingesetzt.
2005 kehrte er für eine Saison zu Waldhof Mannheim zurück und wechselte 2006 für ein halbes Jahr zum unterklassigen SG Sonnenhof Großaspach, um hier seine Karriere ausklingen zu lassen.
Oelkuch absolvierte insgesamt 12 Spiele in der Bundesliga (1 Tor), ein Spiel in der 2. Liga und 155 Spiele in den Regionalligen (33 Tore).
Ab 2010 war er Trainer des Kreisligisten TSGV Rechberg in Württemberg und Juniorentrainer beim 1. FC Eislingen/Fils. Seit 2013 trainiert er den württembergischen Bezirksliga-Verein TSG Salach.